# Оричевское сельское поселение
Оричевское сельское поселение — муниципальное образование в составе Оричевского района Кировской области России, существовавшее в 2006 — 2012 годах.
Административный центр — село Камешница.

## История
Оричевское сельское поселение образовано 1 января 2006 года согласно Закону Кировской области от 07.12.2004 № 284-ЗО.
Законом Кировской области от 28 апреля 2012 года № 141-ЗО поселение включено в состав Спас-Талицкого поселения.

## Состав
В состав поселения входят 25 населённых пунктов:
| - село Камешница - деревня Булдачиха - деревня Жгулевы - деревня Замятины - деревня Кокорины - деревня Котики - посёлок Майский - деревня Мартыновы - деревня Морозовы | - деревня Новожилы - деревня Озерные - деревня Платоновцы - деревня Помаскины - деревня Пустая - деревня Рай - деревня Решетники - деревня Сергеевы | - разъезд Социалистический - деревня Толстиковы - деревня Трапицыны - деревня Тюмень - деревня Хорошавины - деревня Чернопенье - деревня Чуркины - деревня Шипицыны |